# Samuel van Hoogstraten

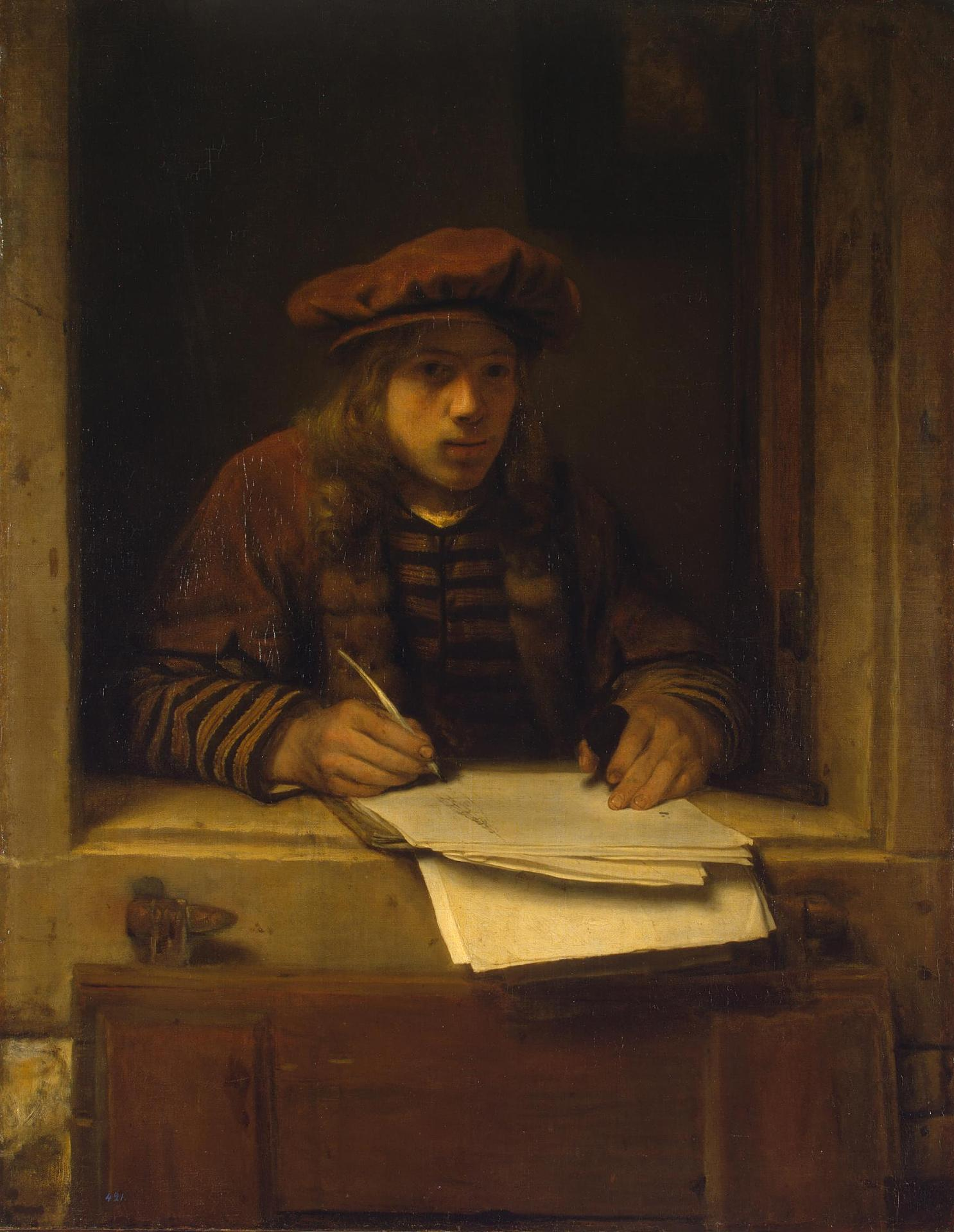
Självporträtt av Samuel van Hoogstraten, cirka 1647.

Samuel van Hoogstraten, född 1627 i Dordrecht, död där 1678, var en holländsk målare.
Hoogstraten var elev till Rembrandt. Hans produktion var mycket omfattande: genrestycken, historiska, mytologiska och religiösa bilder. Hans Inleyding tot de hooge schoole der schilderkonst (1641) innehåller intressanta uttalanden om samtida konstnärer, måleriets teori och praktik med mera. Hoogstraten är representerad vid bland annat Nationalmuseum i Stockholm.